# متیل‌دوپا
متیل دوپا (به انگلیسی: Methyldopa)
رده درمانی: داروهای کاهنده فشارخون، آلفا آدرنرژیک با اثر مرکزی
اشکال دارویی: قرص

## موارد مصرف
متیل دوپا در درمان فشارخون بالا، به تنهایی یا همراه سایر داروها مصرف می‌شود. همچنین در درمان زیادی فشار خون زنان حامله (پره اکلامپسی) نیز به‌کار می‌رود.

## مکانیسم اثر
به‌نظر می‌رسد که اثر این دارو در کاهش فشارخون، به علت تبدیل آن به آلفا ـ متیل نوراپی‌نفرین باشد. آلفا ـ متیل‌نوراپی‌نفرین از طریق مرکزی سبب کاهش تون سمپاتیک و در نتیجه کاهش فشارخون می‌شود.
انانتیومر S-متیل دوپا، یک بازدارنده رقابتی آنزیم L-آمینو اسید دکربوکسیلاز (LAAD) است که L-DOPA را به دوپامین تبدیل می‌کند.
L-DOPA می تواند از سد خونی مغزی عبور کند. LAAD، متیل دوپا را به آلفا متیل دوپامین تبدیل می کند که یک پیش ساز کاذب به نوراپی نفرین میباشد و به نوبه خود، سنتز نوراپی نفرین را در وزیکول ها کاهش می دهد.  سپس آنزیم دوپامین بتا هیدروکسیلاز (DBH)، آلفا متیل دوپامین را به آلفا متیل نوراپی نفرین تبدیل می کند که آگونیست گیرنده پیش سیناپسی α2-آدرنرژیک است که باعث مهار آزاد شدن انتقال دهنده های عصبی می شود.

## عوارض جانبی
خشکی دهان، تسکین، افسردگی، خواب آلودگی، اسهال، احتباس مایعات، کاهش توانایی جنسی، آسیب کبدی، کم خونی همولیتیک، سندرم شبه‌اریتماتوز، پارکینسون، بثورات جلدی و گرفتگی بینی با مصرف این دارو گزارش شده‌است.